# Tomasz Grenda
Tomasz Grenda – polski doktor habilitowany nauk rolniczych, specjalista od higieny żywności i pasz oraz biologii molekularnej.

## Kariera naukowa
W 2007 roku na Akademii Rolniczej w Lublinie uzyskał tytuł magistra inżyniera. W 2011 roku w Państwowym Instytucie Weterynaryjnym – Państwowym Instytucie Badawczym uzyskał stopień doktora nauk weterynaryjnych na podstawie rozprawy pt. Wykrywanie Clostridium botulinum w paszach i żywności metodami biologii molekularnej, której promotorem był Krzysztof Kwiatek. W tym samym roku został zatrudniony w tymże instytucie, a w 2023 roku uzyskał w nim stopień doktora habilitowanego nauk rolniczych w dyscyplinie weterynarii na podstawie pracy pt. Patogenne Clostridia – występowanie i znaczenie epidemiologiczne w łańcuchu żywnościowym.